# Kaspars Gorkšs
Kaspars Gorkšs (in russo Каспар Горкш?, Kaspar Gorkš; Riga, 6 novembre 1981) è un ex calciatore lettone, di ruolo difensore.

## Biografia
I suoi fratelli minori Rihards e Jorens sono stati entrambi calciatori professionisti.

## Carriera

### Club
Dopo aver giocato con varie squadre di club, il 18 dicembre 2006 firma un contratto con il Blackpool, per poi trasferirvisi il 1º gennaio 2007.
Il 28 luglio 2007 si trasferisce al Queens Park Rangers. Con i londinesi ottiene una promozione in Premier League al termine della stagione 2010/11.
Nell'agosto del 2011 passa al Reading con i quali firma un contratto triennale.

### Nazionale
Vanta 89 presenze e 5 reti con la nazionale lettone.

## Palmarès

### Club

#### Competizioni nazionali
- Campionato lettone: 1

Ventspils: 2006

### Nazionale
- Coppa del Baltico: 1

2008

### Individuale
- Calciatore lettone dell'anno: 2

2009, 2010